# Fernandocrambus grisea
Fernandocrambus grisea là một loài bướm đêm trong họ Crambidae.